# Denis Bouriakov
Denis Viktorovitch Bouriakov (en russe : Денис Викторович Буряков), né le 25 octobre 1981 à Simferopol, est un flûtiste russe et première flûte du New York Metropolitan Opera,,.

## Biographie
Né en Crimée (maintenant Ukraine), Denis étudie la flûte à la Moscow Central Special Music School à partir de 11 ans. En 2000 il part étudier à la Royal Academy of Music de Londres avec William Bennett (en). Il y reçoit le Principal's Award et il est fait membre en 2004 (ce qui comprend enseigner et entrainer les autres étudiants de l’Académie). En 2006 il devient Associate of the Royal Academy of Music (ARAM). À ce moment il est première flûte freelance dans plusieurs orchestres en Europe dont le Philharmonia et le hr-Sinfonieorchester.
Il devient ensuite première flûte de l'Orchestre philharmonique de Tampere et enseignant au conservatoire local pendant trois ans En 2008 il déménage en Espagne pour jouer avec l'Orchestre symphonique de Barcelone et en 2009 il est nommé première flûte du Metropolitan Opera Orchestra à New York,.
En tant que soliste il a joué avec l'Orchestre philharmonique de Moscou, l'Orchestre symphonique d'Odense, l'Orchestre de chambre de Munich ou l'Orchestre philharmonique de Tampere entre autres,.
Il y a un film documentaire de 1996 sur Denis Buryakov Gagner de la couleur. Denis Bouriakov.